# Christian Sepúlveda
Christian Marcelo Sepúlveda-Morris (* 23. Mai 1987 in Temuco) ist ein ehemaliger chilenischer Fußballspieler. Der Innenverteidiger wurde mit der U20-Nationalmannschaft Dritter bei der Junioren-Fußballweltmeisterschaft 2007 in Kanada.

## Karriere

### Verein
Christian Sepúlveda debütierte 2006 in der Profimannschaft von Unión Española, konnte sich aber im Team nicht dauerhaft etablieren und wurde 2008 an Municipal Iquique verliehen, mit dem er aufsteigen konnte. 2009 kehrte er zu Unión Española zurück, bestritt aber nur ein weiteres Spiel und wechselte Mitte 2009 zu Deportes Melipilla, das allerdings am Saisonende in den Amateurbereich strafversetzt wurde. 2010 unterschrieb Sepúlveda bei Ñublense, wo er eine Saison blieb und Anfang 2011 zu den Santiago Wanderers nach Valparaíso ging. Nach der Vertragsverlängerung um ein weiteres Jahr blieb der Abwehrspieler in der Hafenstadt, jedoch wurde sein Vertrag Ende 2012 nicht erneut verlängert. Ab 2013 lief er dann für Klubs aus der Primera B auf, beginnend mit Unión San Felipe. Anschließend spielte er drei Jahre für den CD Magallanes, zwei Jahre bei Santiago Morning und von 2017 bis 2019 bei Deportes Recoleta, seinem letzten Verein.

### Nationalmannschaft
In der U20-Nationalmannschaft spielte Sepúlveda bei der Südamerikameisterschaft 2007 in Paraguay und bei der Junioren-Fußballweltmeisterschaft 2007 in Kanada und belegte mit Chile den dritten Platz.